# الشركة الاقتصادية الألمانية
Deutsche Wirtschaftsbetriebe (بالألمانية: الشركات الاقتصادية الألمانية)‏ اختصار DWB، كان مشروعًا ألمانيًا نازيًا تم إطلاقه في الحرب العالمية الثانية من قِبل ألجيماينه إس إس للاستفادة من الأعمال المنتجة من سجناء معسكرات الاعتقال النازية.

## الشركة القابضة للصناعات الألمانية النازية
كانت DWB شركة قابضة لأكثر من 25 صناعة لقوات الأمن الخاصة. كان أوزوالد بول، رئيس قسم أعمال إس إس (المكتب الرئيسي الاقتصادي والإداري لشوتزشتافل) هو أيضًا كبير موظفي DWB. جورج لورنر، مسؤول آخر رفيع المستوى في المكتب الرئيسي الاقتصادي والإداري لشوتزشتافل، كان مؤسسًا آخر. من خلال ملكية الأسهم، سيطرت شركة DWB على مجموعة واسعة من الشركات، مثل المحاجر ومصانع تصنيع الطوب ومصانع الأسمنت ومصانع الأدوية والعقارات والإسكان ومواد البناء وطباعة الكتب وتجليدها والخزف والسيراميك والمياه المعدنية وعصائر الفاكهة والأثاث والمواد الغذائية والمنسوجات والجلود.  سبق أن صودرت بعض هذه الشركات والممتلكات بطريقة أو أخرى من أصحابها الشرعيين.

## دورها في جرائم الحرب
بعد الحرب العالمية الثانية. تم محاكمة كبار الضباط الباقين على قيد الحياة من المكتب الرئيسي الاقتصادي والإداري لشوتزشتافل على جرائم ضد الإنسانية. تم إدانة معظمهم ووجدو مذنبون. حكم على كل من أوزوالد بول وجورج لورنر بالإعدام شنقا، رغم أن جورج لورنر تمكن من تخفيف العقوبة إلى السجن. ركزت محكمة جرائم الحرب بشكل خاص على الدور الذي لعبه المتهمون في أربعة فروع تابعة لـ DWB: